# Disney's Yacht Club Resort

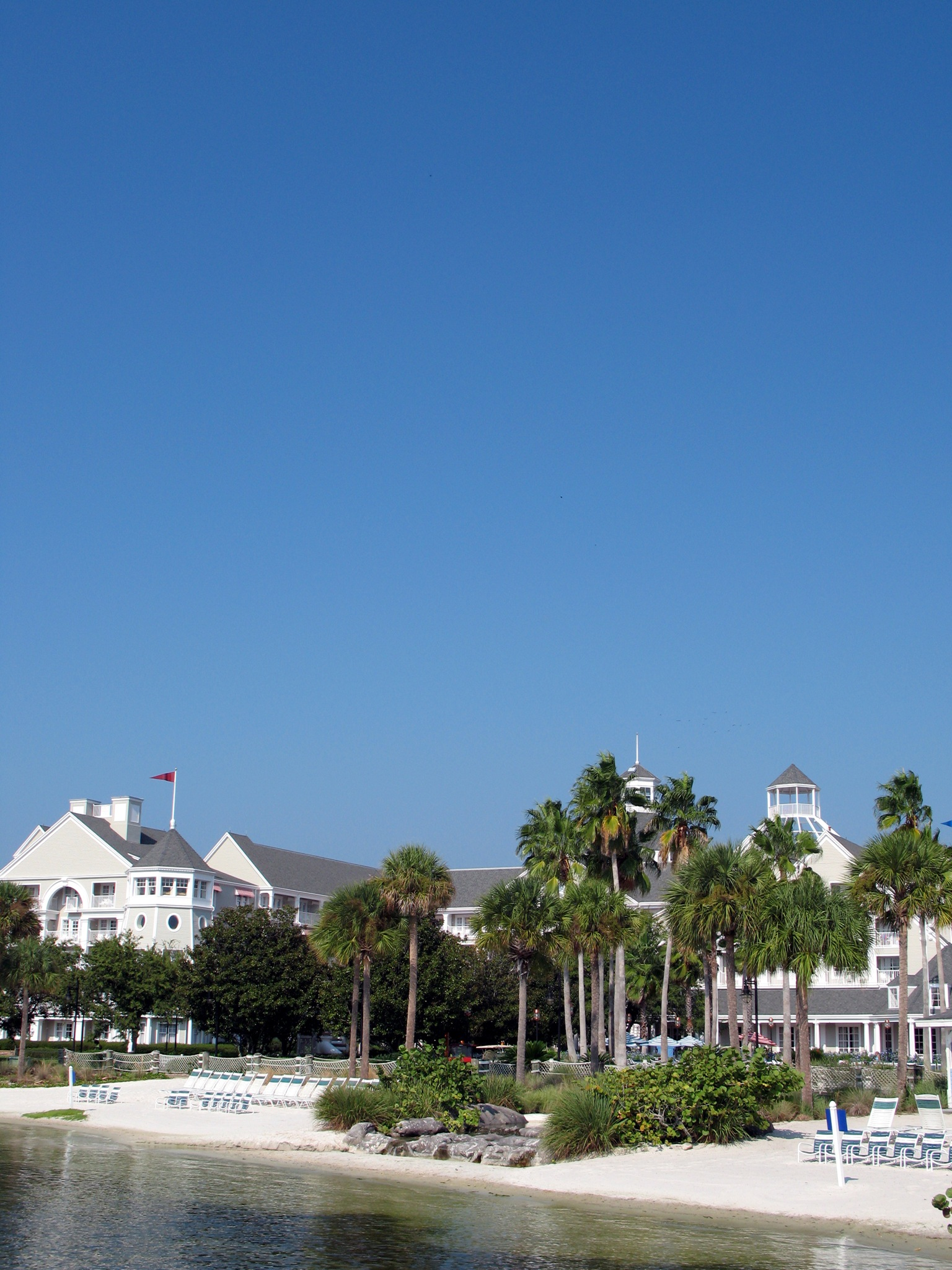
Una vista lateral del resort

El Disney's Yacht Club Resort es un centro vacacional con un tema náutico y un estilo inglés, ubicado en Walt Disney World Resort abierto el 5 de noviembre de 1990. Ubicado en el área de Epcot, Disney's Yacht Club está localizado junto a su hermano, Disney's Beach Club Resort, y frente a la laguna en la cual se encuentra  Disney's BoardWalk Resort. Disney's Yacht y Beach Club resorts poseen muchas comodidades, además de personal. El transporte desde el resort lleva a Epcot y Disney's Hollywood Studios además del BoardWalk y los resorts Walt Disney World Swan & Walt Disney World Dolphin.
El resort está a menos de cinco minutos de distancia de Epcot, y a 15 minutos de Disney's Hollywood Studios. Los huéspedes pueden utilizar la entrada trasera a Epcot en World Showcase entre los pabellones de Francia y Reino Unido. 
El Yacht Club es la sede de un centro de convenciones de 6800 m²  compartido con el Beach Club. El Yachtsman Steakhouse, es uno de los servicios de comida del hotel, y sirve alimentos de Canadá, Australia y Estados Unidos. Un restaurante del lugar es Minnie Moo y su mascota junto con una foto de ella se muestra al frente del lugar. The Yacht Club Galley es el restaurante familiar del Yacht Club, y sirve platos ingleses. El color gris del amarradero del resort con palos rojos y blancos difieren de tono celeste del Beach Club.
La decoración del Yacht Club es más formal que la del Beach Club, diseñada para hacer sentir a los huéspedes que se encuentran en un barco más que en una estructura terrestre, y apunta más a la clientela de negocios que a los huéspedes familiares. Tonos azules, marrones, y de bronce se usan normalmente para formar un ambiente náutico. Mickeys ocultos pueden ser encontrados en las alfombras hacia los cuartos de huéspedes. El Yacht Club y el Beach Club comparten una de las piscinas más grandes y hondas del mundo, Stormalong Bay. La piscina es como un "mini-parque acuático", y posee una zona de natación con fondo de arena, un río, y un gran tobogán de agua más allá de la playa artificial.

## Gastronomía
El Disney's Yacht y Beach Club presenta un servicio de restaurantes, bares junto a la piscina y varios servicios y salones.
Yachtsman Steakhouse: un restaurante de la firma Disney con una tematización náutica y estilo arquitectónico especial. El restaurante posee una cocina abierta de alta categoría con comida al grill. El restaurante sirve platos especiales y se requiere realizar una reserva previa para ser admitido. Está ubicado en el Yacht Club Resort.
Cape May Café: un restaurante de estilo informal. Posee desayuno con los personajes de Disney y un buffet inglés de comida marina. El restaurante posee un tema marino decorado con almejas, vista al lago, un desayuno con personajes junto con Goofy y otros. Se debe reservar para el desayuno. El restaurante se ubica también dentro del Disney's Beach Club Resort.
Captain's Grille: (también llamado Yacht Club Galley) un restaurante informal, que sirve desayuno estadounidense e incluso menú a la carta para el almuerzo y la cena. El restaurante posee un tema náutico similar al de Yachtsman Steakhouse pero un aire más informal. Está localizado en Yacht Club Resort.
Beaches & Cream Soda Shop: un restaurante informal famoso con especialidad en la elaboración de helado. Además presenta gustos especiales y sundays con combinaciones. El restaurante está ubicado en Disney's Beach Club Resort

## Piscinas y recreo
Disney's Yacht & Beach Club Resorts posee uno de los más grandes complejos de piscinas en Walt Disney World además de varias instalaciones alrededor de esta:
Stormalong Bay: es la piscina principal, a un lado del lago con playas y fondos de arena, un manso río circular, cascada, y "Shipwreck"; una gran réplica de un naufragio con el tobogán acuático más grande de los Walt Disney World Resorts. Stormalong Bay ofrece un servicio de comida a un lado de la piscina, bar, área infantil, y un área de bronceado elevada. Stormalong Bay está ubicada entre los resorts frente a Crescent Lake.
Quiet Pools: el resorts ofrece 3 piscinas menores para los huéspedes que prefieren una estadía más tranquila. La piscina del Yacht Club está localizada en el borde del resort, cerca de los jardines. La piscina del Beach Club está ubicada al borde también, junto a Crescent Lake en los jardines. La tercera piscina está privadamente ubicada en el edificio del Disney's Beach Club Villas de cara a un pequeño lago. Esta última puede ser usada por todos los huéspedes, pero es exclusivamente para los del Beach Club Villas.
Ship Shape Health Club: un centro de salud y masajes libre de cargos para los huéspedes. El centro de salud se ubica en medio de ambos resorts y ofrece máquinas de ejercicio, sala de masajes, sauna, y spa. El centro también ofrece terapia de masajes pero con cita previa.
Lafferty Place Arcade: una sala de juegos ubicada cerca de Beaches & Cream Soda Shop.
Bayside Marina: la marina al lado del lago del resort ofrece alquiler de una variedad de buques, cruceros privados y excursiones de pesca.
Sandy Beach: el resort ofrece una playa de arena al lado del lago Crescent Lake. Un lugar para ver la puesta del sol y la iluminación nocturna del Boardwalk del otro lado del lago.
Tennis & Volleyball: el resort también ofrece canchas de tenis del lado del Yacht Club Resort y canchas de arena de vóleibol del lado de Beach Club Resort con un equipo de complemento.

## Centro de Convenciones
Disney's Yacht & Beach Club Convention Center está ubicado entre ambos resorts y posee 6800 m² de espacio de reuniones, dos salas redondas y 21 oficinas menores. El centro es utilizado para grandes convenciones y conferencias. Al centro se accede principalmente desde el Yacht Club y está unido al vestíbulo por medio de un camino. Para acceder desde el "Beach Club", los huéspedes deben usar un camino exterior desde la parada de autobús o utilizar la senda cubierta del "Yacht Club".

## International Gateway deEpcot
Una comodidad especial para los huéspedes de los resorts Disney's Yacht & Beach Club es una entrada especial al área de World Showcase en Epcot conocido como International Gateway. La entrada especial, se puede alcanzar a pie o por medio de un taxi acuático que llega hasta la entrada. Allí se ofrece una salida, ventanas de ventas, casilleros, alquiler de silla de ruedas, y tienda de recuerdos. International Gateway está localizado entre los pabellones Reino Unido y Francia en Epcot.